# بينهبرغ
بينبرغ (بالألمانية: Pinneberg) هي بلدة ألمانية تقع في ألمانيا في شليسفيغ هولشتاين. يقدر عدد سكانها بـ 42,301 نسمة .

## المدن التوأمة
مدن روكفيل، Primorsk و برلهبرغ هي مدن توأمة لـبينبرغ.

## أعلام
- مايكل ستيتش
- أكسل ديتر جونيور